# Laurie Collyer
Laurie Collyer (* 1967 in Mountainside, New Jersey) ist eine US-amerikanische Filmregisseurin und Drehbuchautorin. International bekannt wurde sie durch Kinofilme wie SherryBaby oder Sunlight Jr.

## Leben und Karriere
Laurie Collyer wurde 1967 in Mountainside im Bundesstaat New Jersey geboren. Nach ihrem Abschluss am Oberlin College in Ohio und dem Besuch der NYU Film School, wo sie einige Studentenfilme selbst finanzierte, arbeitete sie Mitte der 1990er Jahre im Filmgeschäft zuerst als Script Supervisor und Regieassistentin, bevor sie mit der Produktion und der Inszenierung des Dokumentarfilms Nuyorican Dream im Jahr 2000 erste Aufmerksamkeit erregte. Die Regiearbeit Nuyorican Dream wurde auf zahlreichen namhaften Filmfestivals im In- und Ausland gezeigt und für verschiedene Preise nominiert, unter anderem erhielt die Produktion von Collyer 2000 Nominierungen beim Sundance Film Festival, bei der Directors Guild of America und 2001 bei den ALMA Awards. Darüber hinaus gewann Laurie Collyer Auszeichnungen als Beste Regisseurin beim Internationalen Festival des Neuen Lateinamerikanischen Films in Havanna, beim Cinéma du Réel in Paris und beim L.A. Outfest, wo sie mit dem Audience Award in der Kategorie Outstanding Documentary Feature geehrt wurde.
2006 gelang ihr mit der Inszenierung des Dramas SherryBaby mit Maggie Gyllenhaal in der Hauptrolle eine weitere vielbeachtete Produktion. Film und Regie wurden erneut für zahlreiche Festival-Preise und Auszeichnungen nominiert, unter anderem erhielt Maggie Gyllenhaal 2007 eine Nominierung als beste Schauspielerin für den Golden Globe Award.
2013 schrieb Laurie Collyer das Drehbuch für das Filmdrama Sunlight Jr. und übernahm auch die Regie. Der Film, in der Besetzung Norman Reedus, Naomi Watts und Matt Dillon erhielt noch im selben Jahr je eine Nominierung bei den Women Film Critics Circle Awards und auf dem Tribeca Film Festival.
2018 wurde sie in die Academy of Motion Picture Arts and Sciences berufen, die jährlich die Oscars vergibt.

## Auszeichnungen (Auswahl)
- 2000: Ehrung beim L.A. Outfest mit dem Audience Award in der Kategorie Outstanding Documentary Feature für den Dokumentarfilm Nuyorican Dream
- 2000: Nominierung beim Sundance Film Festival für den Grand Jury Prize in der Kategorie Documentary für den Film Nuyorican Dream
- 2006: Nominierung beim Sundance Film Festival für den Grand Jury Prize in der Kategorie Dramatic für den Film SherryBaby
- 2006: Ehrung beim Deauville Film Festival in der Kategorie Best Screenplay für den Film SherryBaby
- 2006: Ehrung beim Stockholm International Film Festival mit dem Bronze Horse für den Film SherryBaby
- 2006: Ehrung beim Internationalen Filmfestival Karlovy Vary mit dem Crystal Globe für den Film SherryBaby
- 2013: Nominierung beim Tribeca Film Festival in der Kategorie Best Narrative Feature für den Film Sunlight Jr.

## Filmografie (Auswahl)
Regie
- 2000: Nuyorican Dream (Dokumentarfilm), auch Produktion
- 2006: SherryBaby, auch Drehbuch
- 2013: Sunlight Jr., auch Drehbuch
- 2015: The Secret Life of Marilyn Monroe (Fernsehminiserie, 2 Episoden)
- 2018: Furlough
- 2019–2020: Billions (Fernsehserie, 2 Episoden)
- 2020: Law & Order: Special Victims Unit (Fernsehserie, 1 Episode)